# Lipkea ruspoliana
Lipkea ruspoliana är en nässeldjursart som beskrevs av Vogt 1886. Lipkea ruspoliana ingår i släktet Lipkea och familjen Lipkeidae. Inga underarter finns listade i Catalogue of Life.